# Monte Porche
Il monte Porche (2.233 m) è una montagna situata nelle Marche, in Provincia di Ascoli Piceno, nel comune di Montemonaco, che fa parte del gruppo dei Monti Sibillini.
Dal Monte Porche ha origine la sorgente del fiume Aso, che attraversa da ovest ad est, direzione monti-mare, le province di Ascoli Piceno e Fermo, segnando praticamente il confine fra di esse.

## Paesi vicini
Il paese più vicino a Monte Porche è Castelluccio di Norcia.

## Percorsi
È collegato a nord con le Porche di Vallinfante (2.113 m), a sud con Palazzo Borghese (2.145 m) e ad est con la Cima Vallelunga (2.221 m) e la Sibilla (2.173 m).